# Rugby Clermont La Plaine
Cet article concerne la section féminine du Rugby Clermont La Plaine.
Maillots
Actualités
Le Rugby Clermont La Plaine est un club français de rugby à XV. Basé à Clermont-Ferrand, il représente le quartier de la Plaine.
Il est principalement connu pour sa section féminine qui évolue pour la saison 2023-2024 en Élite 2.

## Historique

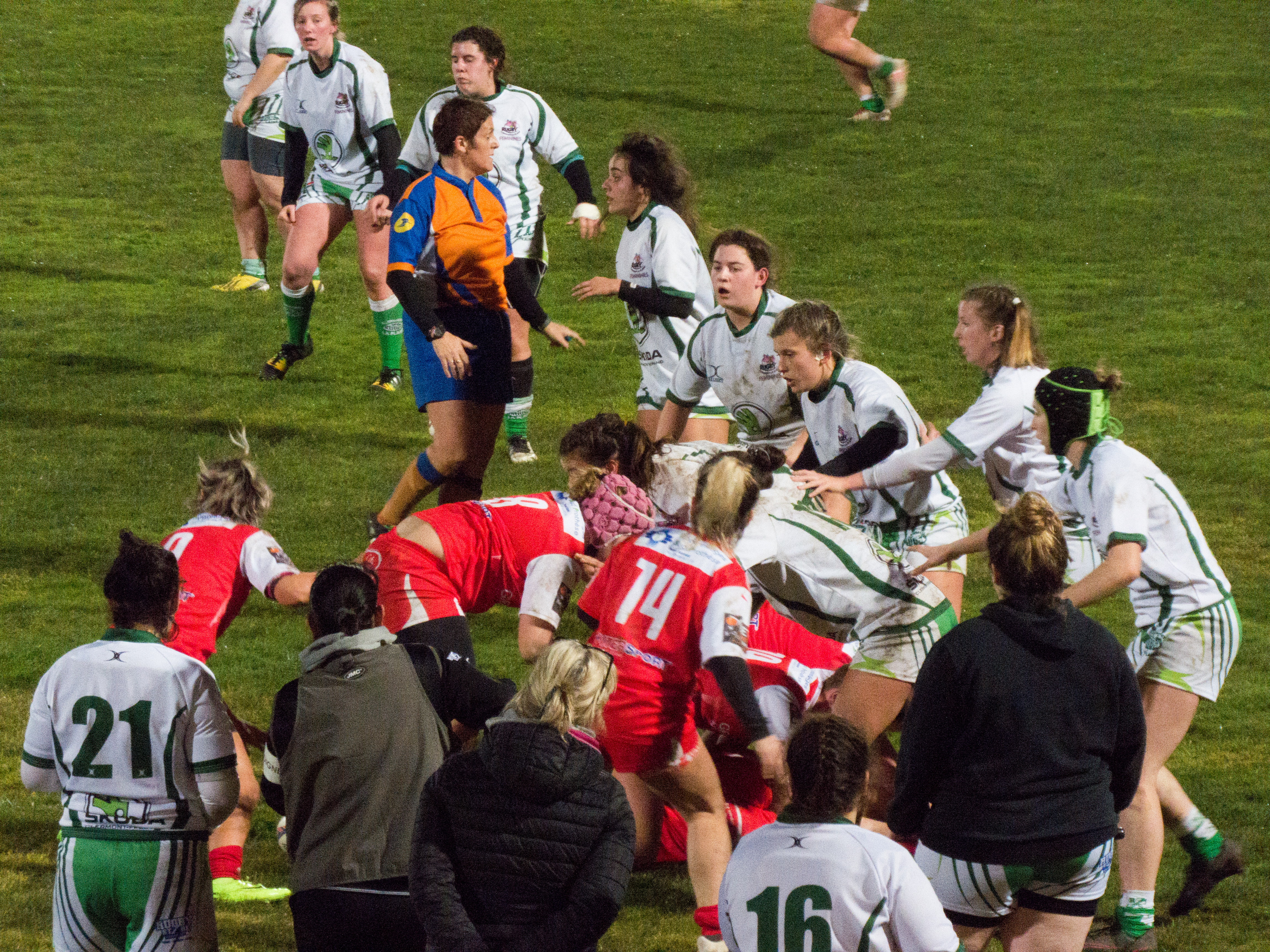
Clermont La Plaine évolue quatre saisons en Fédérale 1, ici pendant la saison 2018-2019.

La section féminine de Rugby Clermont La Plaine est issue du club initialement créé en 1972 ; elle est formée en 2008 sous l'impulsion des femmes qui encadraient jusqu'alors l'école de rugby. Elles commencent leur parcours sportif en Fédérale 3.
Lors des saisons 2017-2018 et 2018-2019 de Fédérale 1, elles s'inclinent au stade des demi-finales,. Elles cohabitent alors avec l'équipe réserve de l'ASM Romagnat, club phare de l'agglomération clermontoise dont l'équipe première évolue en Élite 1.
Alors que les performances de la saison 2019-2020 sont semblables à celles de la précédente, la compétition est interrompue puis annulée par la pandémie de Covid-19 en France, ; néanmoins, le système de promotion entre divisions mis en place par la Fédération permet aux Clermontoises d'accéder à l'Élite 2 pour la saison à venir,.